# 狩野久
狩野 久（かのう ひさし、1933年8月5日 - ）は、日本の歴史学者。元岡山大学教授。

## 経歴
1933年、北海道斜里町で生まれた。京都大学文学部に進学し、1956年に卒業。同大学大学院文学研究科国史学専攻に進み、1963年に博士課程を単位取得退学した。
1963年、奈良国立文化財研究所に入所。平城京などの発掘調査に携わり、出土した木簡の調査や古代都城史の研究に従事した。1986年、文化庁記念物課主任調査官に転出。1991年、岡山大学文学部史学科教授に就任。1999年に岡山大学を退任後は、京都橘女子大学文学部教授として教鞭をとった。
学界では、1991年から木簡学会会長を務めた。
職歴
- 1963年 奈良国立文化財研究所入所
- 1977年 奈良国立文化財研究所平城宮跡発掘調査部長
- 1980年 奈良国立文化財研究所飛鳥藤原京跡発掘調査部長
- 1986年 文化庁記念物課主任調査官
- 1991年 岡山大学文学部史学科教授
- 1995年 岡山大学文学部歴史文化学科教授

## 研究内容・業績
専門は日本古代史で、木簡学や古代都城史に関する著作が多い。

## 著作
著書
- 『日本古代の国家と都城』東京大学出版会 1990
- 『発掘文字が語る古代王権と列島社会』吉川弘文館 2010

共編著
- 『日本古代の都城と国家』編著、塙書房 1984
- 『古代を考える　古代寺院』編著 吉川弘文館 1999
- 『「都」の成立：飛鳥京から平安京へ』門脇禎二と共編、平凡社 2002
- 『ワカタケル大王とその時代:埼玉稲荷山古墳』小川良祐・吉村武彦編、山川出版社 2003年
- 『吉備』門脇禎二・葛原克人編、吉川弘文館2005